# Niwa Zenji
Zuigaku Rempō Niwa Zenji (Shuzenji, Shizuoka, 23 février 1905, 7 septembre 1993) était un moine, enseignant, abbé et haut dignitaire japonais de l'école Sōtō du Bouddhisme Zen,,.
Il fut ordonné moine à 14 ans, par son oncle, alors abbé du temple de Tōkei-in (ja).
Après avoir étudié la philosophie indienne à l'Université de Tokyo, il complète sa formation par l'étude du Shōbōgenzō au temple d'Antai-ji, alors situé proche Kyoto, et étudie également les enseignements des écoles Tendai et Jōdo shinshū. Puis il rejoint le temple de formation de Eihei-ji pour y terminer la formation monastique traditionnelle.
Après avoir pris ses premières fonctions auprès de différents temples, il est adopté par son oncle au début de la Seconde Guerre mondiale et prend le nom de famille de celui-ci, Niwa. Il avait déjà reçu la transmission du Dharma (shiho) de sa part en 1926.
Après la guerre, il s'occupe du temple de ce dernier, Tokei-in, tout en exerçant d'importantes responsabilités au sein de la branche de Tokyo du temple de Eihei-ji, le Eihei-ji Betsuin. Fervent pratiquant de zazen, il y fit reconstruire le zendo (salle de méditation) afin que les jeunes en formation (pour la plupart fils de chefs de temple) puissent revenir à cette pratique essentielle.
Il devint ensuite vice-abbé puis le supérieur du temple-racine d'Eihei-ji, dans les montagnes de Fukui (mer du Japon), et à ce titre devint in fine le plus haut dignitaire vivant de l'école Sōtō. Ainsi qu'il le faisait à Tokyo, il y pratiquait zazen tous les matins avec les moines, selon les enseignements du fondateur du lieu, maître Dōgen. 
Grand voyageur, il fut très actif en faveur de la diffusion du Zen dans le monde, qu'il parcourt régulièrement, notamment à la rencontre des Sanghas occidentales: principal officiant à la cérémonie de funérailles de Shunryu Suzuki Roshi en 1971, Chine en 1986, Europe en 1987 (il y rencontre Jean-Paul II), Sri Lanka en 1989.  
En 1987, il créa le département international au sein du temple d'Eihei-ji.
Il fut également le maître de Gudo Nishijima et de Moriyama Daigyo.
Dans le Zen, la tradition veut qu'un disciple dont le maître est décédé sans transmettre le Dharma doive se chercher un nouveau maître. Lorsque cette formalité est rendue difficile par une circonstance ou une autre, il est fréquent qu'un supérieur de temple important comme le Eihei-ji fasse entrer dans son lignage ceux qui se trouvent dans ce cas, et c'est ainsi que Zuigaku Rempō a été amené à donner sa transmission à trois disciples de Mokudō Taisen (Taisen Deshimaru), à la mort de ce dernier.
Il fut par ailleurs un grand calligraphe, et signait souvent ses œuvres sous divers pseudonymes, dont Robai (“le vieux prunier”) et Baian (“l'ermitage du prunier”).
En 1993, il retourna finir ses jours au temple de Tokei-in et y décéda le 7 septembre 1993 dans le pavillon des pruniers. Une grande cérémonie à sa mémoire fut organisée le 29 novembre de la même année à Eihei-ji.
Zenji (littéralement, « maître zen ») est un titre honorifique accordé aux supérieurs du temple Eihei-ji, siège principal de l'école Sōtō, fondé au XIIIe siècle par maître Dôgen.
La politesse veut, en principe, qu'on ne donne plus leur nom laïc aux moines bouddhistes après leur décès, mais seulement leur nom religieux.